# Immigration au Guatemala
 (mars 2015).
L'immigration au Guatemala a commencé lors de la conquête espagnole.

## Histoire
En 1523, le conquérant Hernan Cortez, nommé capitaine général de la Nouvelle-Espagne par Charles Quint, envoie son lieutenant Pedro de Alvarado explorer le Guatemala. Après la conquête vient le temps de la colonisation : pour la couronne espagnole, il s'agit d'asseoir son autorité sur les nouvelles terres et les conquérants. En 1542, la capitainerie générale du Guatemala est créée mais est incorporée l'année suivante à l'Audiencia des Confins, laquelle englobait toute l'Amérique centrale jusqu'au Costa Rica, Yucatan inclus. 
En 1842, une colonisation belge à Santo Tomás de Castilla se met en place avec la Compagnie belge de colonisation, qui projette de créer des établissements agricoles. Jusqu'à environ 1890, sous le gouvernement de Justo Rufino Barrios, les Allemands débutent au XIXe siècle pour installer fermes du café dans l'Alta Verapaz. 
Le début du XXe siècle, les Allemands constituent alors le plus grand group des immigrants au Guatemala, et certains sont membres du parti nazi dans les années 1930. Ils s'installent principalement à Cobán et dans les montagnes à la frontière avec le Chiapas (Mexique) et sont à l'origine d'une prospérité économique dans le nord du Guatemala. En 1944, sous la pression des États-Unis, la plupart des descendants Allemands seront expropriés et expulsés.

## Chiffres
| 1                  | Salvador     | 19 704 |
| 2                  | Mexique      | 18 003 |
| 3                  | États-Unis   | 8 871  |
| 4                  | Nicaragua    | 8 787  |
| 5                  | Honduras     | 8 608  |
| 6                  | Corée du Sud | 1 833  |
| 7                  | Espagne      | 1 354  |
| 8                  | Costa Rica   | 1 192  |
| 9                  | Colombie     | 1 186  |
| 10                 | Belize       | 904    |
| Total              | Total        | 80 421 |
| Source:DatosMacro. |              |        |